# Élections législatives de 1936 dans la 1re circonscription de Dunkerque
Les élections législatives françaises de 1936 dans la 1re circonscription de Dunkerque se déroulent les 26 avril et 3 mai 1936.

## Circonscription
La 1re circonscription de Dunkerque était composée en 1936 des cantons de Dunkerque-Est, Dunkerque-Ouest et Gravelines.

## Contexte
Maurice Vincent (Républicains de gauche) se représente devant les élécteurs pour une troisième fois, face à lui Charles Valentin (SFIO) maire de Dunkerque et conseiller général du canton de Dunkerque-Ouest, Marcel Dutas (PCF), Marcel Faussart (PUP) et monsieur Debacke.

## Résultats[1]
- Députés sortants : Maurice Vincent (Républicains de gauche)

| Candidat           | Candidat         | Parti                  | Premier tour | Premier tour | Second tour | Second tour |
| Candidat           | Candidat         | Parti                  | Voix         | %            | Voix        | %           |
| ------------------ | ---------------- | ---------------------- | ------------ | ------------ | ----------- | ----------- |
|                    | Maurice Vincent* | Républicains de gauche | 12 222       | 43,20        | 12 392      | 43,82       |
|                    | Charles Valentin | SFIO                   | 12 390       | 43,79        | 15 142      | 53,55       |
|                    | Marcel Dutas     | PCF                    | 2 391        | 8,45         |             |             |
|                    | Marcel Faussart  | PUP                    | 231          | 0,11         |             |             |
|                    | Edmond Debacke   | SI                     | 653          | 2,30         | 500         | 1,76        |
|                    |                  |                        |              |              |             |             |
| Inscrits           | Inscrits         | Inscrits               | 33 838       | 100,00       | 33 840      | 100,00      |
| Abstentions        | Abstentions      | Abstentions            | 5 547        | 16,39        | 5 565       | 16,44       |
| Votants            | Votants          | Votants                | 28 275       | 83,55        | 28 291      | 83,60       |
| Blancs et nuls     | Blancs et nuls   | Blancs et nuls         |              |              | 241         | 0,71        |
| * députés sortants |                  |                        |              |              |             |             |